# Elecciones generales de Bangladés de 2024
Las elecciones generales en Bangladés se celebraron el 7 de enero de 2024. De acuerdo con el requisito constitucional vigente, que establece que las elecciones deben celebrarse dentro del período de 90 días antes de la expiración del mandato actual del Jatiya Sangsad el 29 de enero de 2024. La Liga Awami, liderada por Sheikh Hasina, ganó las elecciones por cuarta vez consecutiva con menos del 40% de los votantes habilitados para votar según una Comisión Electoral, que está dirigida por el partido político gobernante.
Durante el período previo a las elecciones de 2024, el gobierno en ejercicio encabezado por Sheikh Hasina reprimió a la oposición y silenció a sus detractores y críticos del gobierno. Hasina ha sido descrita por algunos como autoritaria desde que regresó al poder en 2009, y en 2011 eliminó el requisito de que se formara un gabinete tecnocrático independiente temporal. El principal partido de la oposición al gobierno, el Partido Nacionalista de Bangladés, boicoteó las elecciones (al igual que en 2014), alegando su carácter antidemocrático.
Más tarde, en agosto de 2024, Sheikh Hasina se vio obligada a dimitir y el 12.º Jatiya Sangsad fue disuelto y sustituido por un gobierno interino encabezado por Muhammad Yunus en medio de populares protestas estudiantiles en el país. Se espera que se convoquen elecciones anticipadas para elegir a un nuevo Jatiya Sangsad.

## Antecedentes
Estaba previsto que el actual Sangsad finalizase el 29 de enero de 2024, ya que la primera sesión de este parlamento se celebró el 30 de enero de 2019 y el mandato de un parlamento dura unos cinco años.
El entonces partido en el gobierno, la Liga Awami, ganó las elecciones generales de 2018 y formó un nuevo gobierno.En las elecciones, el presidente Shahabuddin Chuppu y la primera dama Rebecca Sultana utilizaron el voto por correo para emitir su voto el 3 de enero de 2024. Se trata de los primeros casos de uso del voto por correo en la historia de las elecciones en Bangladés.
El principal partido de oposición, el Partido Nacionalista de Bangladesh (BNP), exigió que el gobierno entregue el poder a un gobierno provisional neutral antes de las próximas elecciones. Esto ha sido rechazado por la primera ministra Sheikh Hasina, quien prometió que "Bangladesh nunca volverá a permitir un gobierno no electo". La resistencia de Hasina a un gobierno interino surgió después de la crisis de 2006-2008, durante la cual un gobierno interino asumió el control militar del país y arrestó a varios líderes políticos, entre ellos Hasina y la líder del BNP, Jaleda Zia. El 8 de febrero de 2018, Zia fue sentenciada a cinco años de prisión por su participación en el caso de corrupción del Orfanato Zia.La pena fue modificada posteriormente a 10 años. El sucesor de Jaleda Zia como presidente del partido, su hijo Tarique Rahman, también fue declarado culpable de conspiración criminal y múltiples cargos de asesinato por un ataque con granada en 2004 que hirió a Hasina y mató a 24 personas. Fue condenado a cadena perpetua. Por este motivo, se le prohibió postularse para cualquier cargo.

## Sistema electoral
Los 350 miembros del Jatiya Sangsad cuenta con de 300 escaños a elegir directamente mediante una votación previa en distritos electorales uninominales, y 50 escaños adicionales reservados para mujeres. Los escaños reservados son elegidos proporcionalmente por los miembros electos. Cada parlamento se reúne por un período de cinco años.

### Críticas
El sistema electoral ha sido criticado por ser desproporcionado y un factor clave del estancamiento político en el país.

## Estadísticas e información preelectoral
Según los datos publicados por la Comisión Electoral el 4 de enero de 2024, el número total de votantes en las elecciones parlamentarias sería de 119.689.289 personas. Entre ellos, 60.769.741 son votantes hombres, 58.918.699 son votantes mujeres y 849 votantes transgénero. Según la CE, a las elecciones se presentaron 28 partidos políticos y un total de 1.970 candidatos, de los cuales 436 fueron candidatos independientes. El total de colegios electorales finales es 42.148 y las casillas electorales finales son 261.564.

## Controversias
El BNP exigió que hubiese un gobierno provisional durante la temporada electoral porque, como ha afirmado el secretario y fundador de Ciudadanos por el Buen Gobierno, Badiul Alam Majumder, todas las elecciones en Bangladés que no se llevaron a cabo bajo un gobierno provisional se han visto empañadas por irregularidades. Sin un gobierno provisional, el BNP manifestó su intención de boicotear las elecciones. El 17 de mayo de 2023, el miembro del comité permanente del BNP, Amir Khasru Mahmud Chowdhury, dijo: "[Nuestro] movimiento y las elecciones no pueden ir de la mano. Participar en las elecciones bajo [el gobierno actual] significa validarlas. No podemos continuar nuestro movimiento con aquellos que competir en las elecciones cuando los líderes y activistas están siendo arrestados y acosados mientras protestaban para liberar al país de este gobierno ilegal. Más bien, es hora de identificarlos y desarraigarlos políticamente". El 3 de junio de 2023, el BNP expulsó de por vida a 43 de sus líderes como resultado de su decisión de participar en las elecciones de Sylhet City Corporation.
El BNP ha estado alineado durante toda su existencia con Jamaat-e-Islami, un partido islamista de extrema derecha, y está vinculado a grupos como Jamaat ul-Mujaheddin y Harkat-ul-Jihad. A Jamaat-e-Islami se le prohibió participar en las elecciones de 2013, y muchos de sus antiguos líderes formaron el Partido de Desarrollo de Bangladés (BDP), que tenía la intención de participar en las elecciones. El presidente del BDP, Anwarul Islam Chan, ha negado cualquier afiliación con la Jamaat, diciendo: "La generación post-liberación nació después de la independencia. Somos un partido político y no estamos interesados en cuestiones como la oposición a la independencia de Bangladés de Pakistán".

## Posiciones extranjeras

### Estados Unidos
El 23 de mayo de 2023, el Secretario de Estado de los Estados Unidos, Antony Blinken, anunció una nueva política de visas con respecto a Bangladés para apoyar el objetivo del país de celebrar elecciones nacionales libres, justas y pacíficas. La política establece que Estados Unidos "restringirá la emisión de visas para cualquier individuo bangladesí que se crea que es responsable o cómplice de socavar el proceso electoral democrático en Bangladesh", incluidos "funcionarios bangladesíes actuales y anteriores, miembros de partidos políticos pro gubernamentales y de oposición, y miembros de las fuerzas del orden, el poder judicial y los servicios de seguridad". La política enumera las acciones que podrían socavar el proceso electoral, como "la manipulación de votos, la intimidación de los votantes, el uso de la violencia para impedir que las personas ejerzan su derecho a la libertad de asociación y de reunión pacífica, y el uso de medidas diseñadas para impedir que los partidos políticos, los votantes, la sociedad civil o los medios de comunicación difundan sus opiniones".
Las restricciones pretendían actuar como una señal para que el gobierno de Bangladés celebrara elecciones democráticas y para que el BNP participara en las elecciones, ya que un boicot de las mismas podría conducir a la inestabilidad.Cuando se le preguntó cómo manejaría Estados Unidos una situación en la que un partido que se niega a participar en las elecciones nacionales luego afirmara que las elecciones fueron injustas, el portavoz adjunto principal del Departamento de Estado de Estados Unidos, Vedant Patel, dijo: "No tengo nada más en lo que entrar, ya que son elecciones internas y nacionales" y todo lo que Estados Unidos quiere es que sean libres, justas y reflejen la voluntad del pueblo de Bangladés. 

### Naciones Unidas
El 4 de agosto de 2023, las Naciones Unidas denunciaron la violencia preelectoral en Bangladés y pidieron a la policía "abstenerse del uso excesivo de la fuerza en medio de la violencia recurrente y las detenciones masivas antes de las elecciones generales". Se trata de una cuestión de derechos humanos relacionada con la violencia que estalló en las manifestaciones de la oposición en 2023 y la dura respuesta de la policía con balas de goma, gases lacrimógenos y cañones de agua. "Se ha visto a la policía, junto a hombres vestidos de civil, utilizando martillos, palos, bates y barras de hierro, entre otros objetos, para golpear a los manifestantes", dijo un portavoz de la ONU. Agregó que cientos de personas opositoras al gobierno han sido detenidas antes y durante las manifestaciones.
Las preocupaciones de la ONU surgieron después de que Sheikh Hasina rechazara las demandas del BNP y sus aliados para que el gobierno dimitiera y permitiera que las elecciones de enero se celebraran bajo un gobierno provisional neutral. La ONU ha subrayado que el gobierno de Hasina "debe cumplir con sus obligaciones en materia de derechos humanos y permitir que la población ejerza sus derechos a la libertad de reunión pacífica y a la libertad de opinión y expresión".
Poco después de que Mahfuz Anam hablara, hubo una reunión en Dhaka de la alianza de 14 partidos liderada por la Liga Awami. Anunciaron una manifestación que se realizará el 7 de agosto frente a la sede de la Liga Awami en la avenida Bangabandhu. El objetivo de la manifestación es protestar contra el "terror y la anarquía" del BNP y "prevenir cualquier conspiración del BNP-Jamaat". Un portavoz dijo que los miembros de la alianza saldrán a las calles en todo el país, además de Dhaka.

## Observadores internacionales
El 5 de enero de 2024, en una reunión a la que asistieron jefes de misiones de unos 90 países, el Secretario de Relaciones Exteriores de Bangladés, Masud Bin Momen, invitó a los enviados extranjeros a formar parte del equipo internacional de observadores para sus elecciones generales previstas para el 7 de enero de 2024. Un total de 127 observadores de varios países estuvieron presentes en estas elecciones, incluidos miembros de la Unión Europea, la Commonwealth, el Foro Democrático del Sur de Asia (SADF), el Instituto Republicano Internacional (IRI) con sede en Estados Unidos, el Instituto Nacional Demócrata (NDI) y American Global Strategies (AGS); la Asociación Conservadora de la Commonwealth con sede en el Reino Unido y otras organizaciones de renombre.
Tras la votación del 7 de enero de 2024, estas elecciones provocaron reacciones encontradas entre los observadores internacionales. Los representantes de numerosos equipos internacionales de observadores reconocieron que estas elecciones se llevaron a cabo de manera libre y justa y elogiaron el papel y la eficiencia de la actual Comisión Electoral de Bangladés . Alexander Barton Gray, director ejecutivo de American Global Strategies (AGS), afirmó: "Teniendo en cuenta la situación general, todos los observadores presentes aquí coinciden en que las 12ª elecciones al Parlamento Nacional de Bangladés se celebraron pacíficamente y con la participación de la gente común".El director ejecutivo de la Comisión Electoral Central de Palestina, Hisam MY Kuhail, hizo declaraciones durante una conferencia de prensa en Dhaka. "El proceso de votación en todos los centros que visitamos fue muy tranquilo y pacífico", dijo Kuhail. "El pueblo de su país debería estar orgulloso de haber celebrado unas elecciones tan pacíficas". Cuando se le preguntó sobre la participación electoral, Kuhail evitó la pregunta y afirmó: "Estamos aquí para juzgar el proceso de votación, si se permitió a los votantes acceder a las urnas o si la votación se llevó a cabo de manera sistemática".
Los gobiernos de los Estados Unidos de América y Canadá confirmaron por separado, mediante declaraciones oficiales, que no desplegaron ningún observador electoral con autoridad para supervisar las elecciones nacionales de Bangladés celebradas el 7 de enero. A pesar de ello, un grupo de observadores internacionales estuvo presente por iniciativa propia. Sin embargo, algunos equipos internacionales de observadores con base en Estados Unidos y el Reino Unido expresaron la opinión de que estas elecciones no fueron libres ni justas.Los medios locales de Bangladés informaron que el gobierno de Hasina alineó a sus partidarios cerca de los centros de votación cuando había cámaras y observadores electorales extranjeros cerca y los obligó a dispersarse inmediatamente después.Sin embargo, algunos observadores electorales informaron de un ambiente pacífico en los colegios electorales el día de las elecciones. 

## Violencia
El secretario de la Comisión Electoral, Jahangir Alam, ha informado de que la candidatura de Mostafizur Rahman Chowdhury ha sido cancelada por violar las normas electorales y por amenazar a "agentes de la ley" justo antes del cierre oficial de las urnas. También fue acusado por este tipo de acusaciones en el pasado.

## Resultados
|         |                                          |       |     |         |           |         |  |  |  |  |  |  |
| Partido | Partido                                  | Votos | %   | Escaños | Escaños   | Escaños |  |  |  |  |  |  |
| Partido | Partido                                  | Votos | %   | General | Reservado | Total   |  |  |  |  |  |  |
|         | Liga Awami                               |       |     | 222     | 47        | 271     |  |  |  |  |  |  |
|         | Partido Jatiya (Ershad)                  |       |     | 11      | 2         | 13      |  |  |  |  |  |  |
|         | Partido Kalyan                           |       |     | 1       | 0         | 1       |  |  |  |  |  |  |
|         | Jatiya Samajtantrik Dal                  |       |     | 1       | 0         | 1       |  |  |  |  |  |  |
|         | Partido de los Trabajadores de Bangladés |       |     | 1       | 0         | 1       |  |  |  |  |  |  |
|         | Ganatantri                               |       |     | 0       | 1         | 1       |  |  |  |  |  |  |
|         | Independientes                           |       |     | 62      | 0         | 62      |  |  |  |  |  |  |
|         |                                          |       |     |         |           |         |  |  |  |  |  |  |
| Total   | Total                                    |       | 100 | 300     | 50        | 350     |  |  |  |  |  |  |